# Gwyneth Paltrow

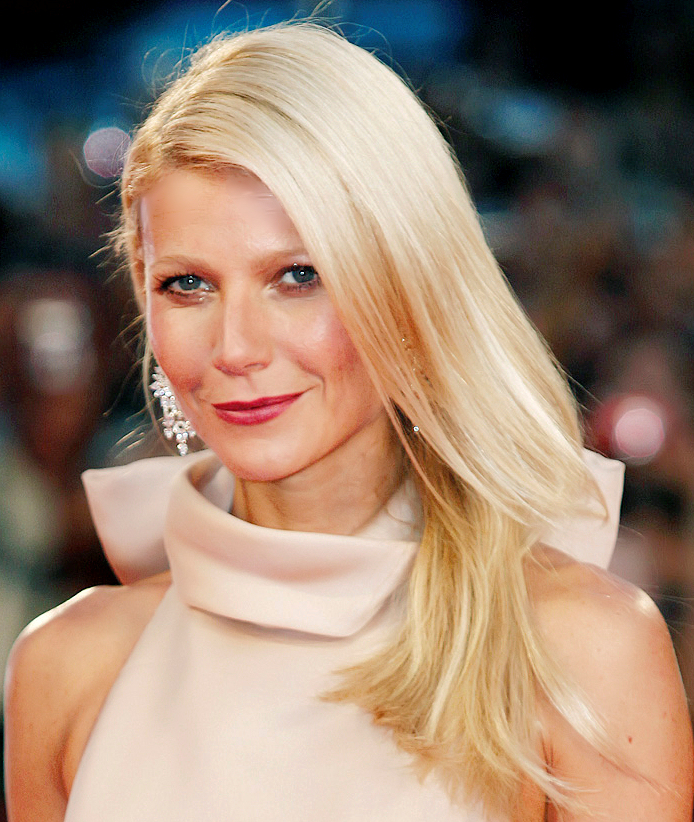
Gwyneth Paltrow bei den 68. Filmfestspielen von Venedig (2011)

Gwyneth Katherine Paltrow (* 27. September 1972 in Los Angeles, Kalifornien) ist eine US-amerikanische Schauspielerin, Unternehmerin, Model und Sängerin. Sie ist Oscar-, Golden-Globe- und Emmy-Preisträgerin.

## Leben und Karriere
Paltrow wurde als Tochter des Regisseurs und Fernsehproduzenten Bruce Paltrow und der Schauspielerin Blythe Danner geboren. Ihr Vater war polnisch-jüdischer und belarussisch-jüdischer Herkunft, während ihre Mutter eine Quäkerin der Pennsylvania Dutch mit entfernteren englischen Vorfahren aus Barbados ist. Paltrows Ururgroßvater väterlicherseits hieß ursprünglich Paltrowicz und war ein Rabbiner in Nowogród (Polen). Ihr Bruder Jake Paltrow ist ebenfalls in der Filmbranche tätig, ihre Cousine Katherine Sian Moennig ist auch Schauspielerin. Als Paltrow 15 Jahre alt war, verbrachte sie ein Jahr in Spanien. Seitdem spricht sie fließend Spanisch, am 12. April 2003 wurde sie zur Ehrenbürgerin ihrer Austauschstadt Talavera de la Reina ernannt. Sie absolvierte die High School und besuchte anschließend die University of California, Santa Barbara, wo sie Kunstgeschichte studierte. Sie brach das Studium ab und widmete sich der Schauspielerei; sie hatte ihr Talent schon früher bewiesen, als sie zusammen mit ihrer Mutter in Theaterstücken mitwirkte.
Im Jahr 1990 gab Paltrow ihr professionelles Theaterdebüt. Ihre erste Filmrolle spielte sie in Shout (1991) an der Seite von John Travolta. Im selben Jahr spielte sie unter der Regie ihres Patenonkels Steven Spielberg die junge Wendy in dem Fantasyfilm Hook. Kleinere Rollen hatte sie in den Thrillern Flesh And Bone – Ein blutiges Erbe (1993) und Malice – Eine Intrige (1993), neben Nicole Kidman.
Größere Bekanntheit erlangte Paltrow 1995 an der Seite von Brad Pitt und Morgan Freeman mit einer Nebenrolle in dem Film Sieben, der ein internationaler Kinoerfolg war und ihr eine Nominierung für den Satellite Award einbrachte. 1996 spielte sie die Titelrolle in der Verfilmung von Jane Austens Emma, wofür sie positive Kritiken erhielt. 1997 war sie im Gespräch für die Rolle der Rose in dem Drama Titanic von James Cameron, die dann aber mit Kate Winslet besetzt wurde.

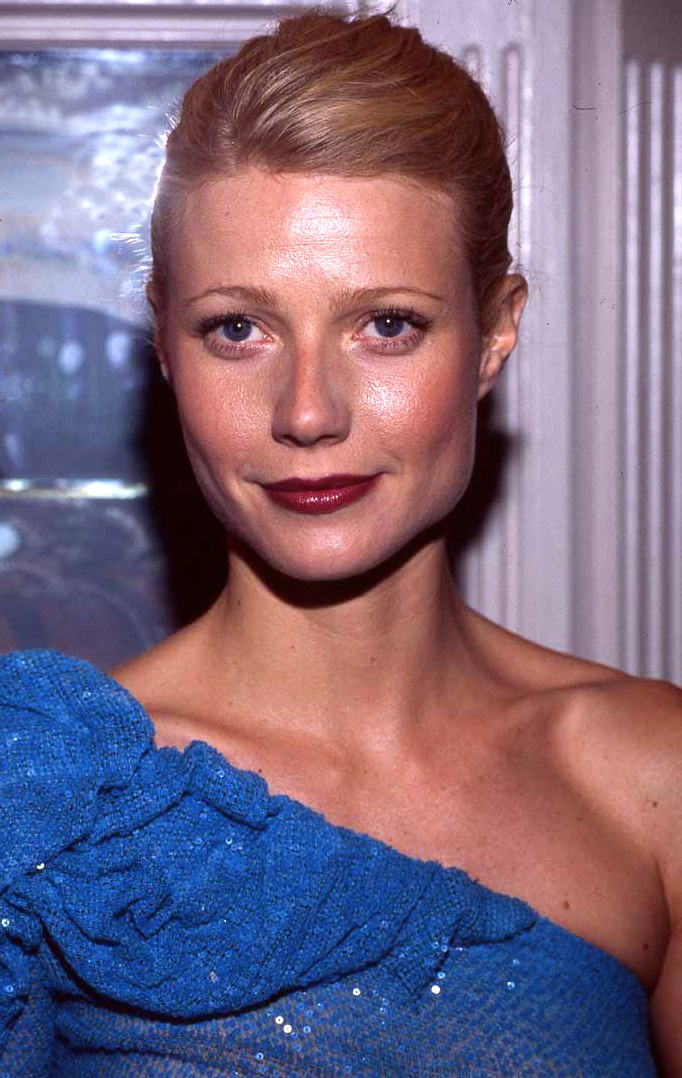
Paltrow beim Toronto International Film Festival (2000)

1998 gelang Paltrow der internationale Durchbruch mit der Hauptrolle der Viola De Lesseps in der Liebeskomödie Shakespeare in Love, in der sie die fiktive Freundin von William Shakespeare (Joseph Fiennes) spielte. Der Film war bei Kritikern wie beim Kinopublikum ein Erfolg, und sie wurde für ihre Darbietung mit zahlreichen Filmpreisen ausgezeichnet. Sie erhielt unter anderem den Oscar als Beste Hauptdarstellerin, einen Golden Globe als Beste Hauptdarstellerin – Musical oder Komödie und den Screen Actors Guild Award für die Beste weibliche Hauptrolle. 1999 war sie an der Seite von Jude Law, Matt Damon und Cate Blanchett in dem Drama Der talentierte Mr. Ripley zu sehen. 2000 spielte sie neben Ben Affleck in dem Liebesfilm Bounce – Eine Chance für die Liebe. 2001 war sie als Margot Tenenbaum in dem Ensemblefilm Die Royal Tenenbaums zu sehen und in der Hauptrolle der Komödie Schwer verliebt an der Seite von Jack Black, wofür sie teilweise einen Fettanzug tragen musste. Sie spielte auch die Hauptrolle in der erfolglosen Komödie Flight Girls (2003), für die sie 10 Millionen US-Dollar Gage erhielt, und war neben Angelina Jolie in Sky Captain and the World of Tomorrow (2004) zu sehen.
2006 erhielt Paltrow für das Drama Der Beweis – Liebe zwischen Genie und Wahnsinn (2005) erneut eine Nominierung für den Golden Globe. 2007 spielte sie die Hauptrolle in The Good Night unter der Regie ihres Bruders Jake. Das US-Forbes Magazine zählte sie 2008 zu den bestbezahlten Schauspielerinnen Hollywoods. Zwischen Juni 2007 und Juni 2008 erhielt sie Gagen in Höhe von 25 Mio. US-Dollar, womit sie zusammen mit Reese Witherspoon hinter Cameron Diaz, Keira Knightley und Jennifer Aniston auf Platz vier rangierte.

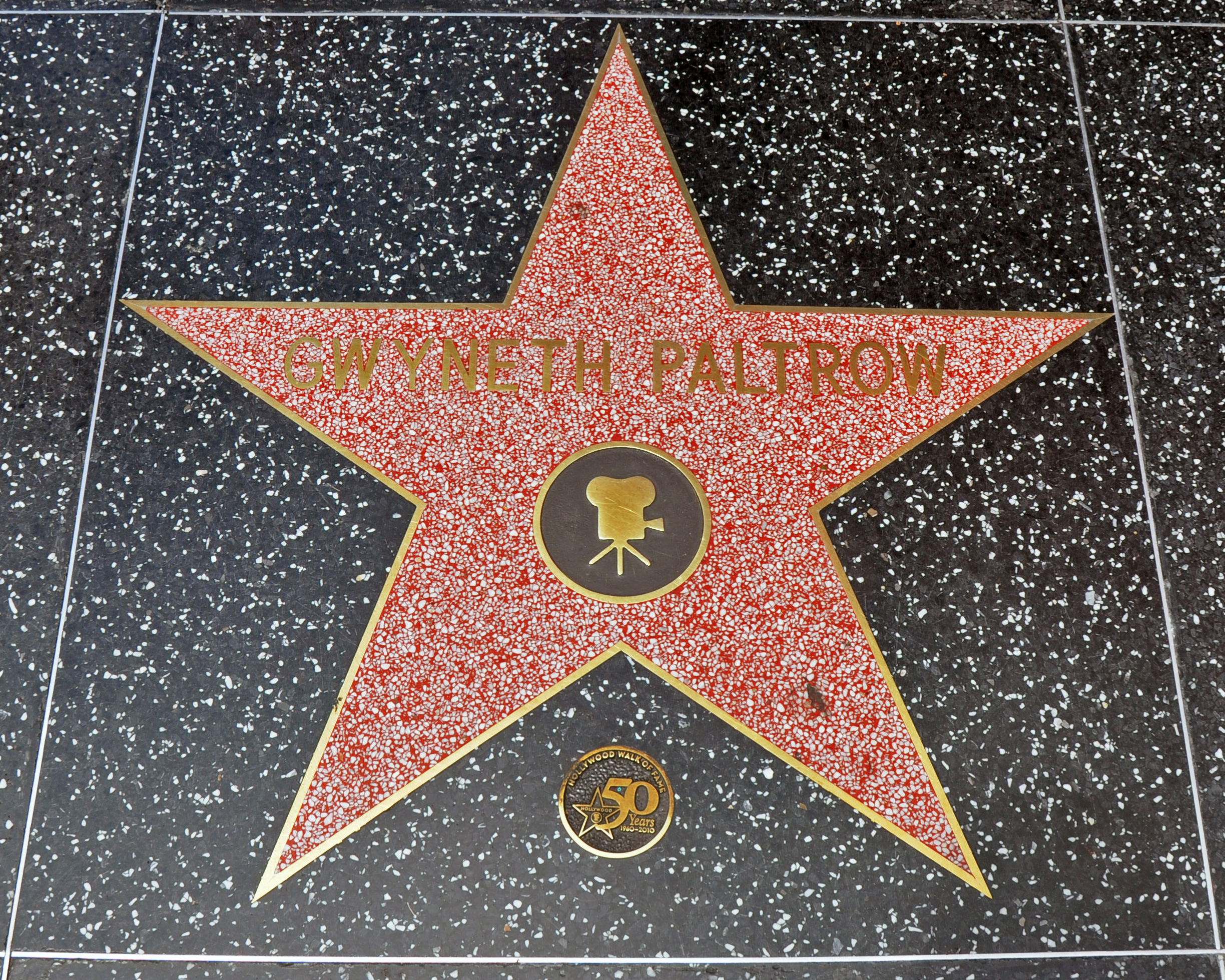
Paltrows Stern auf dem Hollywood Walk of Fame

2008 trat sie als Pepper Potts in dem Actionfilm Iron Man mit Robert Downey Jr. auf. Der Film spielte weltweit über 500 Millionen US-Dollar ein und sie wurde für einen Teen Choice Award in der Kategorie Choice Movie Actress nominiert. In der Fortsetzung Iron Man 2 wiederholte sie ihre Rolle und wurde erneut für einen Teen-Choice-Award und einen Scream-Award als Beste Action-Darstellerin nominiert. Am 13. Dezember 2010 wurde sie mit einem Stern (Nr. 2427) auf dem Walk of Fame in Hollywood geehrt.
Bis April 2019 spielte Paltrow in fünf weiteren Produktionen aus dem Marvel Cinematic Universe die Rolle der Pepper Potts. Daneben spielte sie seit Iron Man 2 in fünf anderen Kinofilmen mit, außerdem war sie in den Serien Glee (2010, 2011 und 2014) und Web Therapy (2014) zu sehen.
Im März 2011 erreichte Paltrow mit dem Song Do You Wanna Touch Me? (Oh Yeah!) – einer Coverversion des gleichnamigen Songs von Gary Glitter (1973) – Platz 1 der australischen Charts. Im selben Jahr erhielt sie für ihren Gastauftritt als Holly Holliday in der US-amerikanischen Fernsehserie Glee einen Emmy.
Paltrows deutsche Standard-Synchronsprecherin ist Katrin Fröhlich.

### Onlineshop Goop
2008 gründete Paltrow die Website Goop auf Basis eines Newsletters mit persönlichen Lebensstil-Tipps von ihr und einem angeschlossenen Onlineshop mit dazu passenden Produkten. Dass Paltrow ihren Followern dabei nahe legte, sich nicht auf Informationen von Ärzten und der Pharmaindustrie zu verlassen, sondern „selbst nachzuforschen“, sorgte für Kritik. Paltrow selbst sagte außerdem, sie sei „sehr fasziniert“ von Robert F. Kennedy Jr.'s Make America Healthy Again Bewegung, die auf Skepsis gegenüber traditionellen Institutionen der Gesundheitsvorsorge basiert.

### Persönliches
Nach Beziehungen mit Brad Pitt (von 1995 bis 1997 verlobt) und Ben Affleck (von 1998 bis 2000 liiert) heiratete Paltrow am 5. Dezember 2003 in Kalifornien Chris Martin, den Sänger der britischen Band Coldplay. Am 14. Mai 2004 wurde die gemeinsame Tochter geboren. Am 9. April 2006 brachte sie in New York ihr zweites Kind, einen Sohn, zur Welt. Sie und ihr Mann waren früher Vegetarier. Am 25. März 2014 gab sie auf ihrer Website mit ihrem Ehemann Martin gemeinsam die Trennung bekannt. Seit Juli 2016 sind Paltrow und Martin geschieden. 2014 konvertierte Paltrow zum Judentum.
Im Januar 2018 gab Paltrow ihre Verlobung mit dem TV-Produzenten Brad Falchuk bekannt und heiratete ihn im September 2018.

### Soziales Engagement
Paltrow ist eine Künstlerbotschafterin von Save the Children. Für die soziale Organisation machte sie in der Vergangenheit u. a. auf den Welttag der Lungenentzündung aufmerksam.
Zudem ist sie im Vorstand der Robin Hood Foundation, einer gemeinnützigen Stiftung, die sich für die Linderung der Armut in New York City einsetzt.

## Filmografie (Auswahl)

### Kinofilme
- 1991: Shout
- 1991: Hook
- 1993: Malice – Eine Intrige (Malice)
- 1993: Flesh And Bone – Ein blutiges Erbe (Flesh and Bone)
- 1994: Mrs. Parker und ihr lasterhafter Kreis (Mrs. Parker and the Vicious Circle)
- 1995: Higher Learning – Die Rebellen (Higher Learning)
- 1995: Jefferson in Paris
- 1995: Sieben (Seven)
- 1995: Moonlight and Valentino
- 1996: Last Exit Reno (Sydney)
- 1996: Der Zufallslover (The Pallbearer)
- 1996: Jane Austens Emma (Emma)
- 1998: Sie liebt ihn – sie liebt ihn nicht (Sliding Doors)
- 1998: Große Erwartungen (Great Expectations)
- 1998: Eisige Stille (Hush)
- 1998: Ein perfekter Mord (A Perfect Murder)
- 1998: Shakespeare in Love
- 1999: Der talentierte Mr. Ripley (The Talented Mr. Ripley)
- 2000: Traumpaare (Duets)
- 2000: Bounce – Eine Chance für die Liebe (Bounce)
- 2001: Beziehungen und andere Katastrophen (The Anniversary Party)
- 2001: Die Royal Tenenbaums (The Royal Tenenbaums)
- 2001: Schwer verliebt (Shallow Hal)
- 2002: Austin Powers in Goldständer (Austin Powers: Goldmember) (Cameo-Auftritt)
- 2002: Besessen (Possession)
- 2003: Flight Girls (View from the Top)
- 2003: Sylvia
- 2004: Sky Captain and the World of Tomorrow
- 2005: Der Beweis – Liebe zwischen Genie und Wahnsinn (Proof)
- 2006: Kaltes Blut – Auf den Spuren von Truman Capote (Infamous)
- 2006: Love and Other Disasters
- 2006: Krass (Running With Scissors)
- 2007: The Good Night
- 2008: Iron Man
- 2008: Two Lovers
- 2010: Iron Man 2
- 2010: Country Strong
- 2011: Contagion
- 2011: Glee on Tour – Der 3D Film (Glee: The 3D Concert Movie)
- 2012: Thanks for Sharing – Süchtig nach Sex (Thanks for Sharing)
- 2012: Marvel’s The Avengers (The Avengers)
- 2013: Iron Man 3
- 2015: Mortdecai – Der Teilzeitgauner (Mortdecai)
- 2017: Spider-Man: Homecoming
- 2018: Avengers: Infinity War
- 2019: Avengers: Endgame
- 2022: She Said (Stimme)

### Fernsehen
- 1992: Das Gift des Zweifels (Cruel Doubt) (Fernsehfilm)
- 1993: Das Biest hinter der Maske (Deadly Relations) (Fernsehfilm)
- 1997: Thomas Jefferson (Mini-Serie; Sprechrolle)
- 2008: Classical Baby (I’m Grown Up Now): The Poetry Show (Fernsehfilm)
- 2010–2011, 2014: Glee (Fernsehserie, 5 Folgen)
- 2014: Web Therapy (Webserie, 2 Folgen)
- 2019–2020: The Politician (Fernsehserie, 13 Folgen)
- 2020: The Goop Lab (Dokuserie, 6 Folgen)

## Auszeichnungen und Nominierungen (Auswahl)
Oscar
- 1999: Auszeichnung als Best Actress in a Leading Role für Shakespeare in Love

Bambi
- 2011: Auszeichnung in der Kategorie Film International

British Academy Film Award
- 1999: Nominierung in der Kategorie Best Performance by an Actress in a Leading Role für Shakespeare in Love

Blockbuster Entertainment Award
- 1998: Nominierung als Favorite Actress – Comedy/Romance für Shakespeare in Love
- 1999: Auszeichnung als Favorite Actress – Suspense für Ein perfekter Mord
- 2000: Nominierung als Favorite Actress – Suspense für Der talentierte Mr. Ripley
- 2001: Auszeichnung als Favorite Actress – Drama/Romance für Bounce – Eine Chance für die Liebe

Emmy
- 2011: Beste Gastdarstellerin in einer Comedyserie für Glee

Golden Globe
- 1999: Auszeichnung in der Kategorie Best Performance by an Actress in a Motion Picture – Comedy/Musical für Shakespeare in Love
- 2006: Nominierung in der Kategorie Best Performance by an Actress in a Motion Picture – Drama für Der Beweis – Liebe zwischen Genie und Wahnsinn

Goldene Himbeere
- 2016: Nominierung in der Kategorie Worst Actress für Mortdecai – Der Teilzeitgauner

Goldene Kamera
- 2014: Auszeichnung in der Kategorie Beste Schauspielerin International

Independent Spirit Award
- 2010: Nominierung als Best Female Lead für Two Lovers

MTV Movie Award
- 1999: Nominierung in der Kategorie Best Female Performance für Shakespeare in Love
- 1999: Auszeichnung in der Kategorie Best Kiss (mit Joseph Fiennes) für Shakespeare in Love
- 2001: Nominierung in der Kategorie Best Kiss (mit Ben Affleck) für Bounce
- 2005: Nominierung in der Kategorie Best Kiss (mit Jude Law) für Sky Captain and the World of Tomorrow

Satellite Award
- 1997: Nominierung in der Kategorie Best Performance by an Actress in a Motion Picture – Comedy or Musical für Jane Austens Emma
- 1999: Nominierung in der Kategorie Best Performance by an Actress in a Motion Picture – Comedy or Musical für Shakespeare in Love
- 2002: Nominierung in der Kategorie Best Performance by an Actress in a Supporting Role, Comedy or Musical für Die Royal Tenenbaums
- 2010: Nominierung in der Kategorie Best Original Song für das Lied Country Stong aus dem Film Country Strong

Screen Actors Guild Award
- 1999: Auszeichnung in der Kategorie Outstanding Performance by a Cast für Shakespeare in Love
- 1999: Auszeichnung in der Kategorie Outstanding Performance by a Female Actor in a Leading Role für Shakespeare in Love

Teen Choice Award
- 1999: Nominierung in der Kategorie Film – Sexiest Love Scene (mit Joseph Fiennes) für Shakespeare in Love
- 1999: Nominierung in der Kategorie Film – Choice Actress für Shakespeare in Love
- 2002: Nominierung in der Kategorie Film – Choice Actress, Comedy für Schwer verliebt
- 2008: Nominierung in der Kategorie Choice Movie Actress: Action Adventure für Iron Man

## Diskografie

### Singles als Leadmusikerin
| Jahr | Titel Album                              | Höchstplatzierung, Gesamtwochen, AuszeichnungChartplatzierungen (Jahr, Titel, Album, Platzierungen, Wochen, Auszeichnungen, Anmerkungen) | Höchstplatzierung, Gesamtwochen, AuszeichnungChartplatzierungen (Jahr, Titel, Album, Platzierungen, Wochen, Auszeichnungen, Anmerkungen) | Anmerkungen                                             |
| Jahr | Titel Album                              | UK | US | Anmerkungen                                             |
| ---- | ---------------------------------------- | --- | --- | ------------------------------------------------------- |
| 2000 | Cruisin’ Traumpaare (O.S.T.)             | — | — | Erstveröffentlichung: 11. September 2000 mit Huey Lewis |
| 2001 | Bette Davis Eyes Traumpaare (O.S.T.)     | — | — | Erstveröffentlichung: 26. März 2001                     |
| 2010 | Country Strong (O.S.T.)                  | — | US81 (2 Wo.)US | Erstveröffentlichung: 23. August 2010                   |
| 2011 | Me and Tennessee Country Strong (O.S.T.) | UK63 (3 Wo.)UK | — | Erstveröffentlichung: 22. Februar 2011 mit Tim McGraw   |

### Singles mit Glee Cast
| Jahr | Titel Album                                                | Höchstplatzierung, Gesamtwochen, AuszeichnungChartplatzierungen (Jahr, Titel, Album, Platzierungen, Wochen, Auszeichnungen, Anmerkungen) | Höchstplatzierung, Gesamtwochen, AuszeichnungChartplatzierungen (Jahr, Titel, Album, Platzierungen, Wochen, Auszeichnungen, Anmerkungen) | Anmerkungen                         |
| Jahr | Titel Album                                                | UK | US | Anmerkungen                         |
| ---- | ---------------------------------------------------------- | --- | --- | ----------------------------------- |
| 2010 | Forget You! Glee: The Music, Volume 4                      | UK31 (3 Wo.)UK | US11 (5 Wo.)US | Erstveröffentlichung: November 2010 |
| 2010 | Singin’ in the Rain / Umbrella –                           | UK22 (3 Wo.)UK | US18 (3 Wo.)US | Erstveröffentlichung: November 2010 |
| 2011 | Landslide Glee: The Music, Volume 5                        | UK52 (2 Wo.)UK | US23 (2 Wo.)US | Erstveröffentlichung: März 2011     |
| 2011 | Do You Wanna Touch Me? (Oh Yeah) Glee: The Music, Volume 5 | UK95 (1 Wo.)UK | US57 (1 Wo.)US | Erstveröffentlichung: März 2011     |
| 2011 | Kiss Glee: The Music, Volume 5                             | — | US83 (1 Wo.)US | Erstveröffentlichung: März 2011     |
| 2011 | Turning Tables Glee: The Music, Volume 6                   | UK75 (1 Wo.)UK | US66 (1 Wo.)US | Erstveröffentlichung: Mai 2011      |

### Weitere Veröffentlichungen
- 1996: Silent Worship (mit Ewan McGregor)
- 2000: Just My Imagination (Running Away with Me) (mit Babyface)
- 2002: It’s Only Love (mit Sheryl Crow)
- 2006: What Is This Thing Called Love? (mit Mark Rubin Band)
- 2010: Travis
- 2010: A Fighter
- 2010: Coming Home
- 2010: Shake That Thing
- 2011: This Woman's Work
- 2011: Over the Rainbow (mit Matthew Morrison)
- 2013: Waiting on June (mit Holly Williams)
- 2014: Party All the Time (mit Glee Cast)
- 2014: Happy (mit Glee Cast)

## Auszeichnungen für Musikverkäufe
| Platin-Schallplatte - Australien - 2001: für die Single Bette Davis Eyes | 2× Platin-Schallplatte - Australien - 2001: für die Single Cruisin’ |

| Land/RegionAuszeichnungen für Musikverkäufe (Land/Region, Auszeichnungen, Verkäufe, Quellen) | Gold | Platin     | Verkäufe | Quellen     |
| -------------------------------------------------------------------------------------------- | ---- | ---------- | -------- | ----------- |
| Australien (ARIA)                                                                            | —    | 3× Platin3 | 210.000  | aria.com.au |
| Insgesamt                                                                                    | —    | 3× Platin3 |          |             |

## Bibliografie
- Notes From My Kitchen Table: Delicious Recipes For Healthy, Happy Living. Boxtree, London 2011, ISBN 978-0-7522-2789-4.
- My Father’s Daughter: Delicious, Easy Recipes Celebrating Family & Togetherness. Grand Central Life & Style, New York 2011, ISBN 978-0-446-55731-3.
- It’s All Good: Delicious, Easy Recipes That will make You Look Good And Feel Great. Grand Central Life & Style, New York 2013, ISBN 978-1-4555-2271-2.
- It’s All Easy: Delicious Weekdays Recipes for the Super-Busy Home Cook. Grand Central Life & Style, New York 2016, ISBN 978-1-4555-8421-5.